# Невеста насилия
«Невеста насилия» (англ. Vendetta: Secrets of a Mafia Bride, другие названия «Невеста и насилие», «Невеста мафии», «Крёстная мать 2», «Вендетта», англ. Vendetta, англ. A Family Matter, англ. Bride of Violence) — совместная итальяно-американская телевизионная драма (мини-сериал) режиссёра Стюарта Марголина по роману Свевы Казати Модиньяни. Премьера фильма состоялась 13 мая 1991 года в США.

## Сюжет
Фильм о девушке, поклявшейся отомстить за смерть своего отца. К несчастью убийцей оказывается мужчина, которого она любит.

## В ролях
- Кэрол Альт — Нэнси
- Эрик Робертс — Шон МакЛири
- Серена Гранди — мать Нэнси
- Джанни Наццаро — отец Нэнси
- Джейсон Аллен — Джуниор
- Виктор Арго — Персик (итал. Persico)
- Билли Барти — Виктор
- Джози Белл — Сисси
- Тобин Белл — бармен
- Томас Калабро — Неарко
- Энтони ДеСандо — Альберт
- Ева Гримальди — Бренда
- Энрико Ло Версо — Вито
- Ник Манкузо — Дэнни ЛаМанна
- Стюарт Марголин — Кинничи
- Макс Мартини — Тейлор Карр
- Илай Уоллак — Фрэнк Лателла
- Берт Янг — Винченте Доминичи
- Джеретта Джеретта —  танцовщица в клубе
- Стелио Канделли — пижон (итал. Galante)
- Федерико Капрара — Альфредо
- Рассел Кейс — врач
- Льюис Э. Чьяннелли — Джимми
- Микки Нокс — Коралл (итал. Corallo)
- Марси Лидс — Нэнси в юности
- Сьюзан Спаффорд — Сандра Лателла
- Марио Тодиско — Чарли

## Съёмочная группа
- Режиссёр-постановщик: Стюарт Марголин
- Сценаристы: Эннио Де Кончини, Алан Ди Фиоре, Джузеппе Фина, Стюарт Марголин
- Продюсер: Чиро Ипполито
- Оператор: Эннио Гварньери
- Композиторы: Стюарт Марголин, Риц Ортолани, Брюс Радделл
- Художник-постановщик: Данило Донати
- Художник по костюмам: Пьеро Този
- Монтажёр: Марио Морра

## Факты
- По российскому телевидению фильм шёл под названием «Невеста Насилия», он состоит из 2-х частей, 1991 и 1993 года соответственно. В каждой части по 6 серий, то есть всего их 12.
- Компания Союз-Видео выпускала фильм на VHS под названием «Крёстная мать 2» (серии 1-6) и «Крёстная мать 3» (серии 7-12) название было выбрано по причине коммерческих соображений. К первой части фильма «Крёстная мать» (1997) режиссёра Дэвида Грина с Настасьей Кински в главной роли эта картина никакого отношения не имеет.